# Millers River
Millers River ist ein 84 km langer Fluss im nördlichen Teil des US-Bundesstaats Massachusetts und ein Nebenfluss des Connecticut River. 

## Flusslauf
Die Quelle liegt bei Ashburnham, die Mündung in den Connecticut River bei French King Bridge in der Nähe von Erving. Das Einzugsgebiet des Millers River umfasst 1000 km².
Millers River wurde früher ‚Paquag‘ bzw. ‚Baquag‘ genannt, was in der Sprache der Indianerstämme der Nipmuck „sauberes, klares Wasser“ bedeutet.